# Pigment
Pigmenti so kemične spojine, ki odražajo le določene valovne dolžine vidne svetlobe. So trdne snovi, ki izgledajo obarvano zaradi selektivne absorpcije in odboja svetlobe. Barve ki se odbijajo se združijo in sestavijo barvo, ki jo vidi človeško oko. Pigmenti so lahko naravni (organskega ali anorganskega izvora) ali umetni (kemično sintetizirani).
V industriji in umetnosti so pigmenti netopne, čvrste snovi, ki se običajno koristijo v obliki prahu skupaj z vezivi (olje, lepila, laki...) in drugih sestavin (npr. vode). Pigmenti se uporabljajo kot snov, ki daje barvo črnilu, plastičnim in tekstilnim materialom ter živilskim in kozmetičnim izdelkom.
V biologiji je pigment vsaka snov, ki daje barvo rastlinskim ali živalskim celicam kot so klorofil, hemoglobin, melanin. Pomankanje pigmenta melanina pri ljudeh in živalih povzroča albinizem. Pri rastlinah so barve pigmentov lahko zelene (kloroplasti), rdeče (fosfoplasti), oranžne (kromoplasti), brezbarve (levkoplasti). Najpogosteje se pojavlja klorofil, ki je zelene barve. Molekula klorofila je zgrajena iz dveh delov, eden od teh je kompleksna molekula alkohola. 
Indigo je rastlinsko barvilo, ki ga uporabljamo za barvanje že od rimskih časov. Pigmente dobimo tudi z mletjem kamnim. Rumeno barvo (okro) dobimo z mletjem železove rude in ultramarinsko modri pigment z mletjem svetlo modrega poldragega kamna lapis lazuli.